# Rupert (serie animata)
Rupert è una serie animata statunitense-canadese prodotta dalla Nelvana.

## Storia
Trasmessa inizialmente sulla rete canadese YTV, negli Stati Uniti andò in onda la prima volta su Nickelodeon dal 21 settembre 1995. In Italia è stata mandata in onda su TELE+1, su Rai 1 e su Rai 2 negli anni 90, tanto che venne in seguito replicata su JimJam nell'ottobre 2006.

## Trama
Rupert è un orsetto molto intelligente e spiritoso e ha tanti amici provenienti da ogni angolo del mondo. Sebbene viva in un piccolo villaggio chiamato Nutwood, gli piace viaggiare in giro per il mondo, scoprire nuove culture, vivere grandi avventure, svelare misteri e smascherare cattivi. Lo stile visivo del cartone animato ha molti elementi europei e nordici, con molti castelli, cittadelle e stili di abbigliamento particolari, oltre a miti come gli elfi e il mostro di Loch Ness. I paesaggi dei libri dell'orsetto Rupert, che hanno ispirato la serie, erano basati sulle regioni di Snowdonia e Clwyd, nella parte settentrionale del Galles.

## Doppiaggio
| Personaggio  | Doppiatore originale | Doppiatore italiano |
| ------------ | -------------------- | ------------------- |
| Rupert       | Ben Sanford          | Lisa Mazzotti       |
| signor Orso  | Guy Bannerman        | ?                   |
| signora Orso | Lally Cadeau         | ?                   |
| Ping Pong    | Oscar Hsu            | ?                   |
| Frances      | Tara Strong          | ?                   |
| Bill         | Torquill Campbell    | Veronica Pivetti    |
| Pudgy        | Hadley Kay           | ?                   |
| Phoebe       | Marla Lukofsky       | Lara Parmiani       |
| Algy         | Guy Bannerman        | Riccardo Peroni     |
| imperatore   | Oscar Hsu            | Riccardo Peroni     |

## Episodi
| Stagione         | Episodi | Pubblicazione |
| ---------------- | ------- | ------------- |
| Prima stagione   | 13      | 1991          |
| Seconda stagione | 13      | 1992          |
| Terza stagione   | 13      | 1994          |
| Quarta stagione  | 13      | 1995          |
| Quinta stagione  | 13      | 1997          |

## Personaggi
- Rupert
- Signor Orso
- Signora Orso
- Ping Pong
- Frances
- Bill
- Pudgy
- Phoebe
- Algy
- Imperatore